# Ramazan Durdu
Ramazan Durdu (* 1. Januar 1983 in Pınarbaşı) ist ein türkischer Fußballspieler, der für Giresunspor spiel.

## Karriere

### Vereinskarriere
Ramazan Durdu begann mit dem Vereinsfußball in der Jugendabteilung von Ağırnasşimşekspor und wechselte 2000 in die Jugend von Kayseri Erciyesspor. Zur Saison 2001/02 wurde er als Amateurspieler in den Profikader aufgenommen und absolvierte hier 16 Ligabegegnungen in der TFF 1. Lig. Zum Saisonende erhielt er schließlich einen Profivertrag. In der Saison 2002/03 wurden die unteren türkischen Ligen neu strukturiert, sodass Erciyesspor in der drittklassigen TFF 2. Lig am Spielgeschehen teilnahm. Zum Saisonende erreichte der Verein hier die Meisterschaft und stieg in die zweitklassige TFF 1. Lig auf. Bereits ein Jahr später erreichte man hier die Vizemeisterschaft und stieg in die Süper Lig auf. Nach dem Aufstieg tauschte der Verein mit dem Zweitligisten Kayserispor die Namens- und Wettbewerbsrechte und spielte zur nächsten Saison wieder in der TFF 1. Lig. So spielte auch Durdu wieder zweitklassig. Hier erreichte man zum Saisonende den Dritten Tabellenplatz und stieg erneut in die Süper Lig auf.
Da Durdu zum Saisonende von der Vereinsführung mitgeteilt wurde, dass man nicht mehr mit ihm plane, verließ er den Verein und wechselte zum Drittligisten Eskişehirspor. Mit diesem Verein gelang ihm zum Saisonende über den Sieg der Relegationsrunde der Aufstieg in die TFF 1. Lig. Nachdem er eine weitere Saison in dieser Liga für diesen Verein aktiv gewesen war, verließ er den Verein zum Saisonende. Zur Saison 2006/07 kehrte er zum mittlerweile wieder zweitklassig spielenden Kayseri Erciyesspor zurück und spielte für diesen Verein weitere zwei Spielzeiten.
Im Sommer wechselte er zum Ligakonkurrenten Mersin İdman Yurdu und spielte hier eine Spielzeit lang.
Anschließend spielte er bei noch Giresunspor und Çaykur Rizespor. Zur Saison 2012/13 wechselte er ablösefrei zum Zweitligisten Boluspor. Vor Saisonbeginn wurde sein Vertrag von Vereinsseite her aufgelöst. Wenig später wurde sein Wechsel zum Drittligisten Giresunspor bekanntgegeben.

## Erfolge
- Kayseri Erciyesspor:
  - 2002/03 Meisterschaft der TFF 2. Lig
  - 2002/03 Aufstieg in die TFF 1. Lig
  - 2003/04 Meisterschaft der TFF 1. Lig
  - 2003/04 Aufstieg in die Süper Lig
  - 2004/05 Aufstieg in die Süper Lig

- Eskişehirspor:
  - 2005/06 Relegationssieger der TFF 2. Lig
  - 2005/06 Aufstieg in die TFF 1. Lig